# Hoàng Văn Nhủng
Hoàng Văn Nhủng tức Xuân Trường (4 tháng 11 năm 1909 - 5 tháng 2 năm 1945) là nhà cách mạng, tiểu đội trưởng của đội Việt Nam Tuyên truyền Giải phóng quân, liệt sỹ đầu tiên của Quân đội nhân dân Việt Nam.

## Quá trình hoạt động Cách mạng
Thời kỳ đầu cách mạng, nhân dân Sóc Hà nuôi dưỡng và bảo vệ rất nhiều cán bộ cách mạng. Được cán bộ cách mạng thuyết phục, Hoàng Văn Nhủng và Hoàng Văn Vân(em Hoàng Văn Nhủng) đã hăng hái tham gia hoạt động cách mạng. Khoảng năm 1939, cả hai anh em bị mật thám bắt, tra tấn dã man, giam giữ mất khoảng nửa năm, nhưng hai người bảo nhau nhất định không khai. Cuối cùng chúng phải thả hai anh em ra.
Năm 1940, với bí danh là Xuân Trường, anh có nhiều đóng góp trong phong trào thanh niên phản đế của châu Hà Quảng. Giữa năm 1940, Xuân Trường cùng với một số cán bộ tiêu biểu được cử đi học quân sự ở Liễu Châu (Quảng Tây - Trung Quốc).
Đầu năm 1944 về nước, Xuân Trường tham gia hoạt động chủ yếu từ xã Trường Hà lên vùng Lục Khu (Hà Quảng), tích cực vận động xây dựng đội tự vệ thường và tự vệ chiến đấu của các xã, góp phần vào việc xây dựng đội vũ trang châu Hà Quảng
Ngày 22-12-1944, Đội Việt Nam tuyên truyền giải phóng quân được thành lập, dưới sự chỉ huy của Đại tướng Võ Nguyên Giáp. Anh Hoàng Văn Nhủng trở thành đội viên của Đội. Ngay sau khi được thành lập, đội đã đánh thắng hai trận Phai Khắt và Nà Ngần.
Đêm mùng 4, rạng sáng ngày 5/2/1945 (tức ngày 22 tháng Chạp), Xuân Trường cùng các đồng đội hành quân đi đánh đồn Đồng Mu (Bảo Lạc), là một đồn được xây dựng khá kiên cố vì từ đồn này, quân lính sẵn sàng ngăn chặn, đàn áp phong trào cách mạng của nguoi dân và truy lùng, bắt bớ cán bộ hoạt cách mạng. Ngoài việc đàn áp phong trào cách mạng, ở gần biên giới Việt - Trung thường phải đối phó với bọn thổ phỉ, nên chính quyền Đông Dương xây dựng hệ thống công sự phòng thủ khá vững chắc. Quân cách mạng tổ chức thành 3 mũi tấn công vào cả ba cửa. Khi tổ của Quang Trung, Nam Long, Xuân Trường...đang tiến vào đồn thì bị lộ. Đối phương ném lựu đạn xuống tới tấp và bắn ra một loạt đạn, trước tình hình đó, Quang Trung quay ra hội ý với Võ Nguyên Giáp và đề nghị Võ Nguyên Giáp cùng Hoàng Sâm ở lại vị trí chỉ huy, còn Quang Trung nhanh chóng tìm mọi cách bí mật vào trong đồn chiến đấu và cử liên lạc ra báo cáo. Sau khi Quang Trung và các tổ tiến vào đồn, trận chiến đấu diễn ra ác liệt. Tiểu đội trưởng Xuân Trường chỉ huy một tổ xung phong đột nhập qua cửa sổ, dùng súng tiểu liên diệt ngay lính gác cổng và một số lính khác. Đạn trong băng hết, anh rút thanh kiếm và khẩu súng ngắn xông vào sở chỉ huy địch. Khi Xuân Trường đang lắp đạn thì bị một viên đạn địch bắn xuyên qua ngực, anh ngã xuống. Xuân Trường gượng dậy gọi Thế Hậu và nói “Mình bị trúng đạn rồi, cậu lấy ngay khẩu súng của mình bắn đi”. Thế Hậu chạy đến xốc Xuân Trường lên, nhưng anh gạt ra và giục “Đánh đi, không lôi thôi gì với mình cả. Xung phong lên”.
Cuộc chiến đấu kéo dài từ 23 giờ ngày 4 đến 02 giờ ngày 5/2/1945, quân cách mạng tiêu diệt 20 lính đối phương, bắt sống 3 tù binh, thu 5 khẩu súng và nhiều đạn dược. Trong trận chiến đấu này, Xuân Trường - Tiểu đội trưởng đã chiến đấu và hy sinh.
Xuân Trường mất lúc 35 tuổi, chưa có gia đình và cũng không để lại một bức di ảnh nào. Những ghi chép về người liệt sĩ đầu tiên đó cũng rất ít. Trên bia danh sách đội viên ở khu di tích rừng Trần Hưng Đạo, ghi tên Hoàng Văn Nhủng, bí danh Xuân Trường ở vị trí thứ 25. Tấm bằng Tổ quốc ghi công Chính phủ cấp năm 1961, công nhận ông là liệt sĩ.

## Ghi công
Sau khi đồn Đồng Mu bị tấn công, quân chính quyền Đông Dương bị thiệt hại nặng buộc phải rút chạy, xã Ân Quang được giải phóng. Theo nguyện vọng của nhân dân, xã Ân Quang được mang tên mới là xã Xuân Trường, để tỏ lòng biết ơn và ghi nhớ công lao của liệt sĩ Xuân Trường. Trong cuộc kháng chiến chống thực dân Pháp, để phù hợp với việc lãnh đạo, chỉ đạo và quản lý điều hành trong tình hình mới; xã Xuân Trường tiếp tục được tách thành 3 xã là: Xuân Trường, Khánh Xuân, Phan Thanh. Hoà bình lập lại, xã Xuân Trường lại được chia tách thành 3 xã mới: Xuân Trường, Đồng Mu, Hồng An. Đến ngày 10/6/1981, Thủ tướng Chính phủ ra Quyết định số 265/CP về việc hợp nhất hai xã Xuân Trường và Đồng Mu thành một xã lấy tên là xã Xuân Trường.
Đặc biệt, xã Sóc Hà, huyện Hà Quảng, quê hương của liệt sĩ Xuân Trường đã được Nhà nước trao tặng danh hiệu cao quý “Anh hùng LLVTND trong thời kỳ tiền khởi nghĩa và kháng chiến chống Pháp”. 
Đồng Mu trở thành di tích lịch sử cấp quốc gia năm 1995. Đường lên di tích đi qua một cánh đồng, giữa rừng cây sau sau lá biếc. Công trình được tôn tạo, xây mới nhà bia tưởng niệm năm 2014. Quanh bia đá có hàng chục nấm mộ gió được người dân đắp tượng trưng cho liệt sĩ các thời kỳ kháng chiến. Trước khi tu sửa, nơi ấy chỉ là gò đất cao có tấm bia cũ khắc ghi "Tại đây, đồng chí Hoàng Văn Nhủng, tức Xuân Trường đã hy sinh trong trận chiến diệt đồn Đồng Mu, đêm 4/2/1945. Đồng chí là người hy sinh đầu tiên sau ngày thành lập Đội Việt Nam tuyên truyền giải phóng quân".
Ngày 19-8-1961, liệt sĩ Hoàng Văn Nhủng được Thủ tướng Chính phủ cấp bằng Tổ quốc ghi công (Quyết định số 337/TTg của Thủ tướng Chính phủ) và là liệt sĩ đầu tiên của Quân đội nhân dân Việt Nam.